# Суюндук (Татарстан)
Суюнду́к (тат. Сөендек) — деревня в Азнакаевском районе Республики Татарстан, в составе Сарлинского сельского поселения.

## Этимология
Топоним произошёл от антропонима татарского происхождения «Сөендек» (Суюндук).

## География
Деревня находится вблизи реки Ик, в 35 км к востоку от города Азнакаево.

## История
В «Списке населенных мест по сведениям 1859 года», изданном в 1864 году, населённый пункт упомянут как казённая и башкирская деревня Суюндюкова 4-го стана Бугульминского уезда Самарской губернии. Располагалась при реке Ике, по левую сторону почтового тракта из Бугульмы в Уфу, в 60 верстах от уездного города Бугульмы и в 49 верстах от становой квартиры в казённом селе Ефановка (Крым-Сарай, Орловка, Хуторское). В деревне в 69 дворах жили 445 человек (215 мужчин и 230 женщин). Была мечеть.

## Население
| 1816 | 1859 | 1889 | 1897 | 1910 | 1920 | 1926 | 1938 | 1949 | 1958 | 1970 | 1979 | 1989 | 2002 | 2010 | 2015 |
| ---- | ---- | ---- | ---- | ---- | ---- | ---- | ---- | ---- | ---- | ---- | ---- | ---- | ---- | ---- | ---- |
| 95   | 445  | 843  | 948  | 1174 | 731  | 470  | 554  | 414  | 353  | 272  | 275  | 199  | 208  | 190  | 175  |

Национальный состав села: татары.

## Религия
Мечеть «Галимулла» (построена в 1997 году).